# 1 000 kilomètres de Suzuka 1991
Navigation
Édition précédente Édition suivante
Les 1 000 kilomètres de Suzuka 1991 (officiellement appelé les 1991 International Suzuka 1000 km), disputées le 25 août 1991 sur le Circuit de Suzuka, ont été la vingtième édition de cette épreuve et la quatrième manche du Championnat du Japon de sport-prototypes 1991.

## La course

### Classement de la course
Voici le classement officiel au terme de la course,.
- Les premiers de chaque catégorie du championnat du monde sont signalés par un fond jaune.
- Pour la colonne Pneus, il faut passer le curseur au-dessus du modèle pour connaître le manufacturier de pneumatiques.
- Les voitures ne réussissant pas à parcourir 75% de la distance du gagnant sont non classées (NC).

| Pos  | Classe | no  | Écurie              | Pilotes                                                  | Châssis                             | Pneus | Tours | Temps                 |
| Pos  | Classe | no  | Écurie              | Pilotes                                                  | Moteur                              | Pneus | Tours | Temps                 |
| ---- | ------ | --- | ------------------- | -------------------------------------------------------- | ----------------------------------- | ----- | ----- | --------------------- |
| 1    | C1     | 38  | Toyota Team SARD    | Roland Ratzenberger Pierre-Henri Raphanel Naoki Nagasaka | Toyota 91C-V                        | B     | 171   | 5 h 44 min 52 s 513   |
| 1    | C1     | 38  | Toyota Team SARD    | Roland Ratzenberger Pierre-Henri Raphanel Naoki Nagasaka | Toyota R36V 3,6 l V8 Turbo          | B     | 171   | 5 h 44 min 52 s 513   |
| 2    | C1     | 27  | FromA Racing        | Akihiko Nakaya Volker Weidler                            | Nissan R91CK                        | B     | 171   | + 1 min 42 s 482      |
| 2    | C1     | 27  | FromA Racing        | Akihiko Nakaya Volker Weidler                            | Nissan VHR35Z 3,5 l V8 Turbo        | B     | 171   | + 1 min 42 s 482      |
| 3    | C1     | 1   | Nissan Motorsport   | Masahiro Hasemi Anders Olofsson                          | Nissan R90CP                        | B     | 167   | + 4 tours             |
| 3    | C1     | 1   | Nissan Motorsport   | Masahiro Hasemi Anders Olofsson                          | Nissan VHR35Z 3,5 l V8 Turbo        | B     | 167   | + 4 tours             |
| 4    | C1     | 36  | Toyota Team Tom’s   | Hitoshi Ogawa Masanori Sekiya Andy Wallace               | Toyota 91C-V                        | B     | 166   | + 5 tours             |
| 4    | C1     | 36  | Toyota Team Tom’s   | Hitoshi Ogawa Masanori Sekiya Andy Wallace               | Toyota R36V 3,6 l V8 Turbo          | B     | 166   | + 5 tours             |
| 5    | C1     | 100 | Nisseki Racing Team | George Fouché Steven Andskär                             | Porsche 962GTi                      | D     | 166   | + 5 tours             |
| 5    | C1     | 100 | Nisseki Racing Team | George Fouché Steven Andskär                             | Porsche Type-935 3,2 l Flat-6 Turbo | D     | 166   | + 5 tours             |
| 6    | GTP    | 201 | Mazdaspeed          | Takashi Yorino David Kennedy Yojiro Terada               | Mazda 787B                          | D     | 165   | + 6 tours             |
| 6    | GTP    | 201 | Mazdaspeed          | Takashi Yorino David Kennedy Yojiro Terada               | Mazda R26B 2,6 l 4-Rotor            | D     | 165   | + 6 tours             |
| 7    | GTP    | 230 | Pleasure Racing     | Tetsuji Shiratori Masatomo Shimizu Syuuji Fujii          | Mazda 767B                          | D     | 147   | + 24 tours            |
| 7    | GTP    | 230 | Pleasure Racing     | Tetsuji Shiratori Masatomo Shimizu Syuuji Fujii          | Mazda 13J 1,3 l 2-Rotor             | D     | 147   | + 24 tours            |
| Abd. | C1     | 23  | Nissan Motorsport   | Kazuyoshi Hoshino Toshio Suzuki                          | Nissan R91CP                        | B     | 162   | Sortie                |
| Abd. | C1     | 23  | Nissan Motorsport   | Kazuyoshi Hoshino Toshio Suzuki                          | Nissan VHR35Z 3,5 l V8 Turbo        | B     | 162   | Sortie                |
| Abd. | C1     | 25  | Team LeMans         | Hideki Okada Maurizio Sandro Sala Takao Wada             | Nissam R91VP                        | Y     | 68    | Contact               |
| Abd. | C1     | 25  | Team LeMans         | Hideki Okada Maurizio Sandro Sala Takao Wada             | Nissan VHR35Z 3,5 l V8 Turbo        | Y     | 68    | Contact               |
| Abd. | C1     | 91  | Team 0123           | Julian Bailey Kenny Acheson                              | Porsche 962C                        | D     | 54    | Contact               |
| Abd. | C1     | 91  | Team 0123           | Julian Bailey Kenny Acheson                              | Porsche Type-935 3,0 l Flat-6 Turbo | D     | 54    | Contact               |
| Abd. | C1     | 18  | TWR Suntec Jaguar   | John Nielsen Mauro Martini Jeff Krosnoff                 | Jaguar XJR-11                       | D     | 46    | Problèmes électriques |
| Abd. | C1     | 18  | TWR Suntec Jaguar   | John Nielsen Mauro Martini Jeff Krosnoff                 | Jaguar JV6 3,5 l V6 Turbo           | D     | 46    | Problèmes électriques |
| Abd. | C1     | 37  | Toyota Team Tom’s   | Geoff Lees Eje Elgh Andy Wallace                         | Toyota 91C-V                        | B     | 34    | Réservoir d'essence   |
| Abd. | C1     | 37  | Toyota Team Tom’s   | Geoff Lees Eje Elgh Andy Wallace                         | Toyota R36V 3,6 l V8 Turbo          | B     | 34    | Réservoir d'essence   |

## Pole position et record du tour
- Pole position :  Geoff Lees (#37 Toyota Team Tom's) en 1 min 47 s 376
- Meilleur tour en course :  Masanori Sekiya (#36 Toyota Team Tom's) en 1 min 53 s 755

## À noter
- Longueur du circuit : 5,943 km
- Distance parcourue par les vainqueurs : 1 004,367 km